# Rado

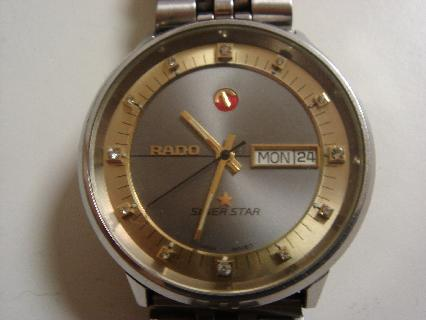
RADO Silver Start 1980

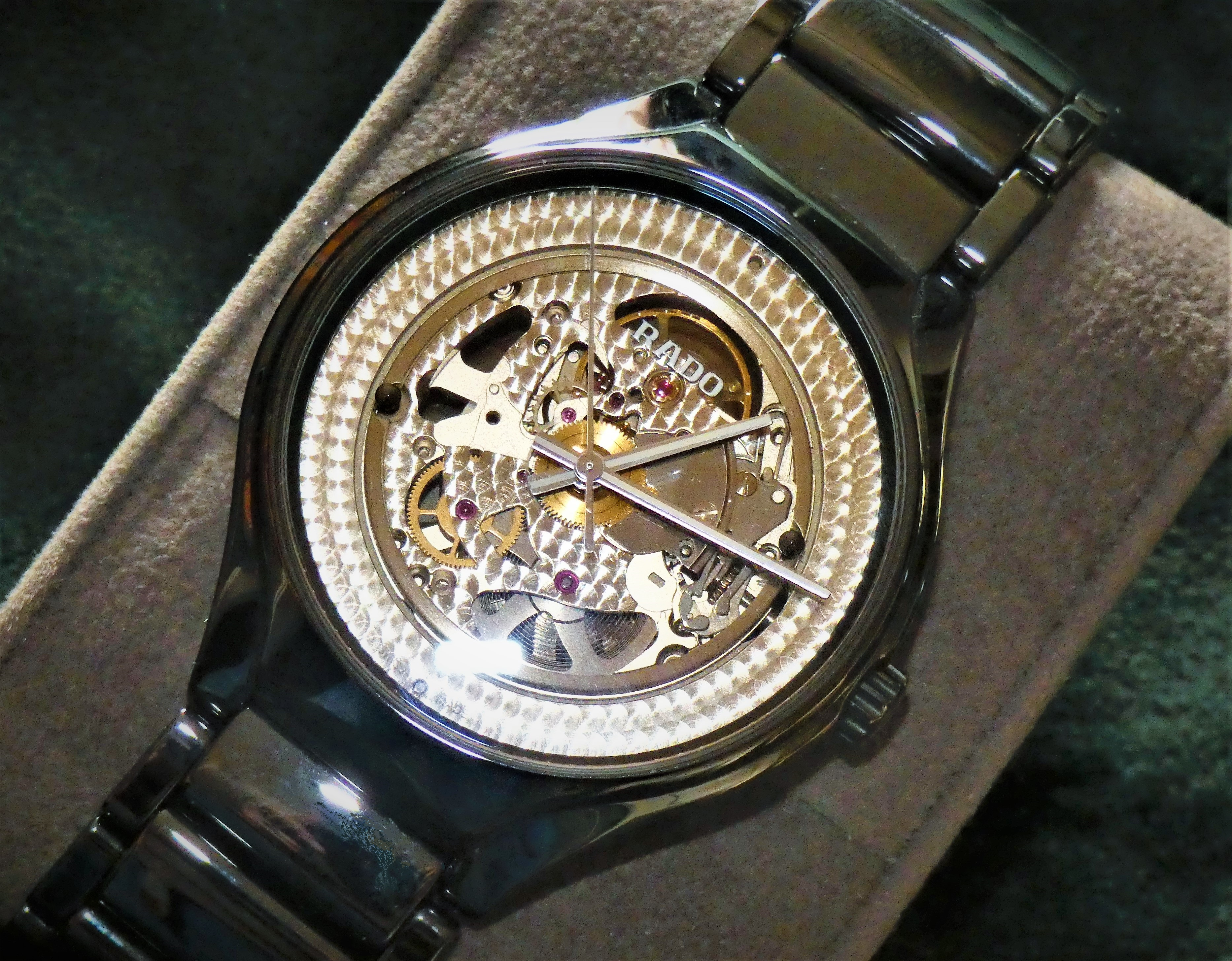
RADO True Open Heart

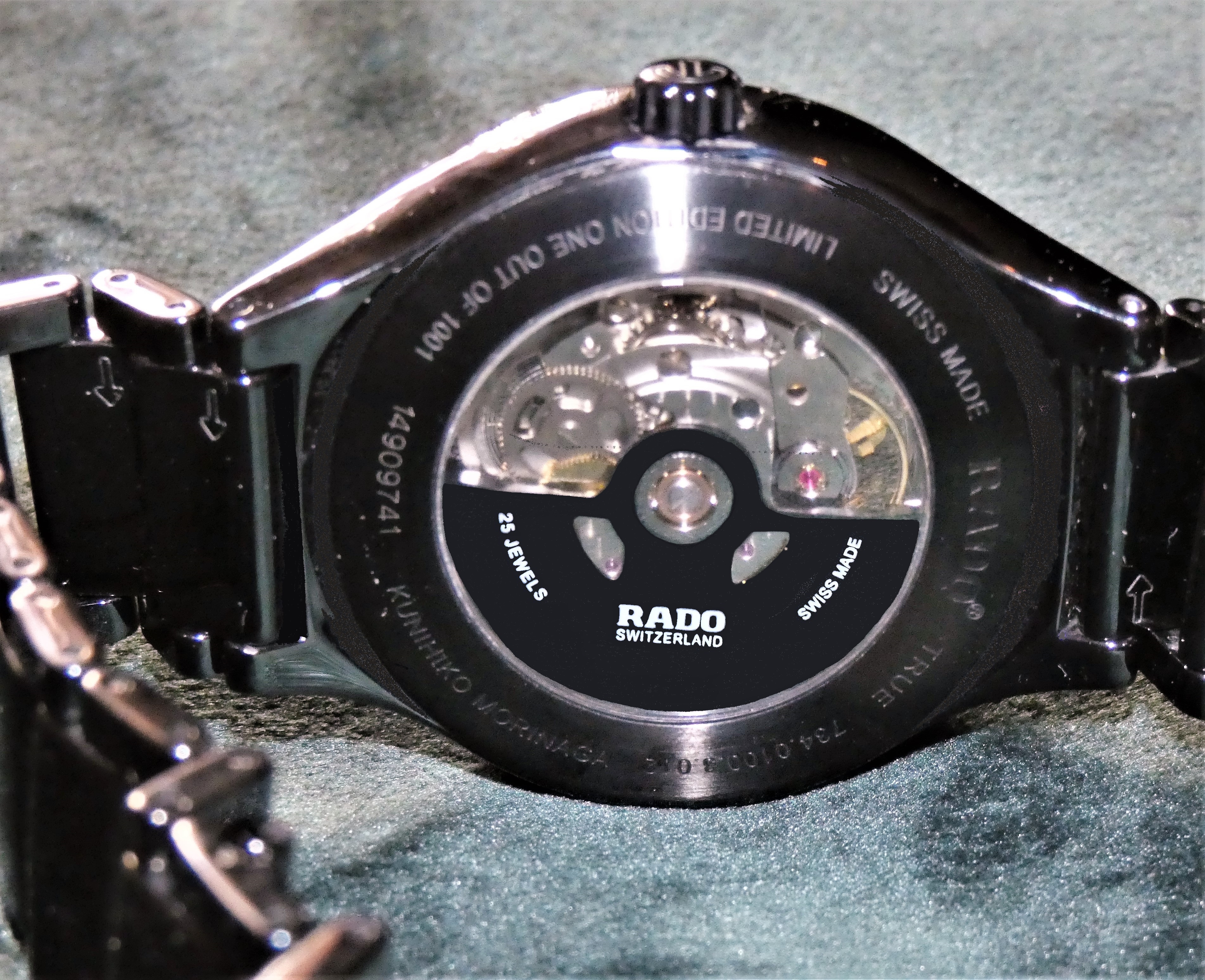
RADO True Open Heart, transparent baksida

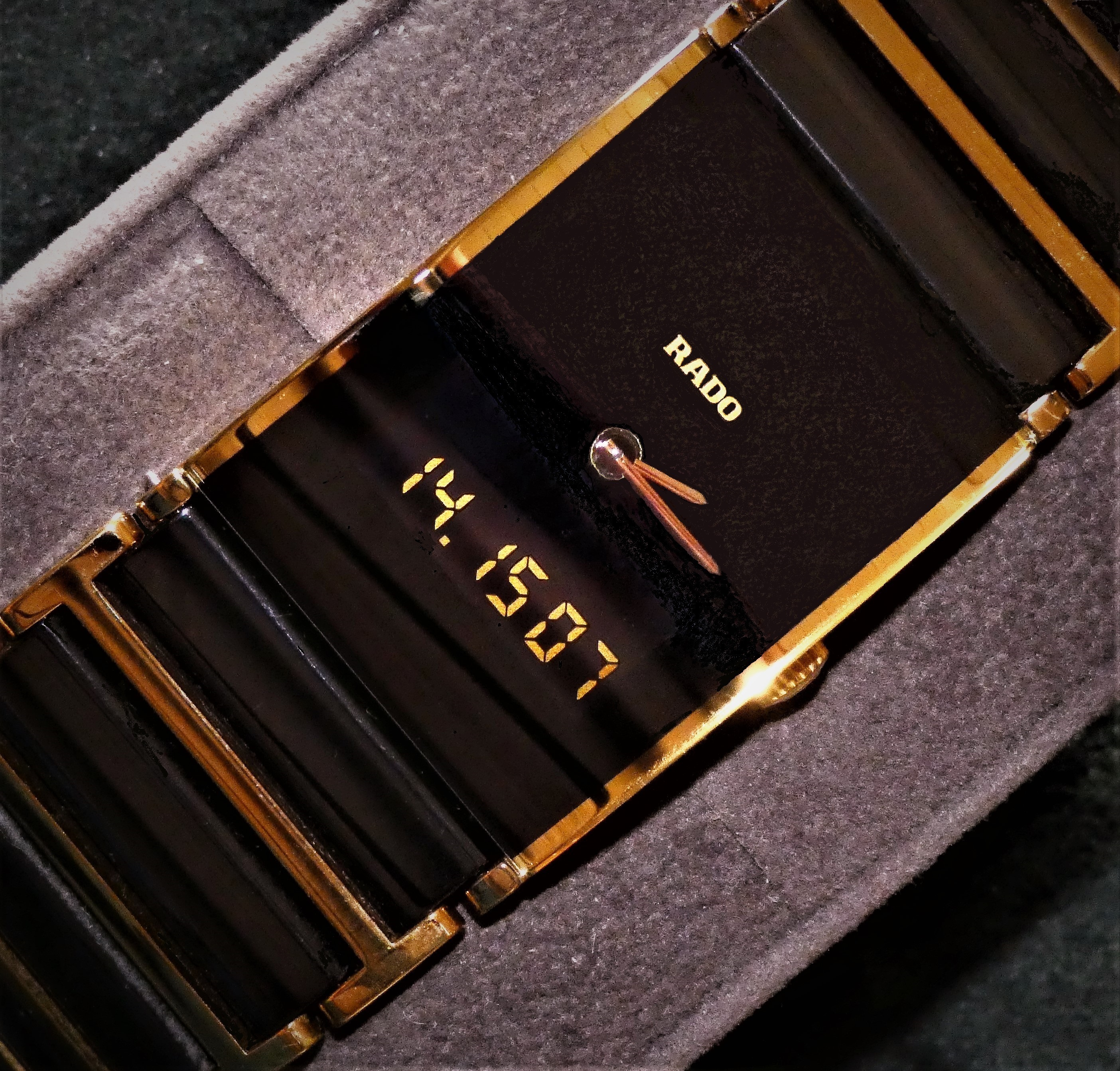
RADO DiaStar

Rado är en schweizisk tillverkare av lyxiga ur, med bas i Lengnau, Schweiz. 
Rado har under åren gjort sig känt för att tillverka klockor i extremt tåligt material, så kallad high-tech-keramik. Rado har kommit att bli mycket starkt förknippat med serien Ceramica, som lanserades 1986. Rado tillverkar årligen ungefär en halv miljon klockor med priser som varierar beroende på klockans material, men som har sitt tak vid ungefär 250 000 kr.

## Historia
Rado bildades ursprungligen 1917 av tre bröder som Schlup & Co. Företagets spelplan var då den amerikanska marknaden, där de endast var verksamma som tillverkare av urverk. 1956 tog bröderna steget vidare och började tillverka helt egna klockor, under namnet Exacto. Satsningen var mindre lyckad, vilket gjorde att företaget bytte namn till Rado, efter endast ett verksamt år. Under sitt nya namn kom företaget att bli betydligt mer framgångsrikt.
Rado ingår sedan 1983 i storkoncernen Swatch Group.

## Design
Rado är mest kända för att tillverka sina klockor i high-tech-keramik, men de gör även klockor i så kallad high-tech-hårdmetall och high-tech-diamant. Det sistnämnda materialet är, enligt Rado själva, av samma hårdhet som äkta diamant, vilket innebär att det mäter 10 000 på Vickersskalan. Användningen av high-tech-diamant har gjort att Rado, med modellen V10K, hamnat i Guinness World Records som världens hårdaste klocka. Alla Rado-material mäter minst 1200 på Vickerskalan. Alla Rados modeller är utrustade med safirglas framför urtavlan, vilket även det är oerhört svårt att repa.

## Modeller
Rados kollektion omfattar 10 olika serier, innehållande flera olika modeller. De aktuella serierna är:
- V10K
- Ceramica
- Sintra
- Integral
- Rado True
- Original
- eSenza
- Coupole
- Anatom
- Joaillerie